# Vlag van Habay
De vlag van Habay is op onbekende datum bij raadsbesluit vastgesteld als de vlag van de gemeente Habay in de Belgische provincie Luxemburg. De vlag kan als volgt worden beschreven:
Verticaal verdeeld met geel en groen met een kleinere horizontale baan verticaal gecentreerd in elk van de twee velden, zwart in het gele veld en geel in het groene veld.
De vlag komt overeen met het vlagontwerp van de Raad van Heraldiek en Vexillologie (Frans: Conseil d’héraldique et de vexillologie). De vlag is gebaseerd op het gemeentewapen.